# Корозмірність
Корозмірність підпростору {\displaystyle L} в векторному просторі {\displaystyle V} — розмірність фактор-простору {\displaystyle V/L}. Корозмірність позначається {\displaystyle \operatorname {codim} _{V}\;L} або просто {\displaystyle \operatorname {codim} _{V}\;L.}
Для випадку коли {\displaystyle V} є скінченновимірним простором корозмірність рівна розмірності прямого доповнення до {\displaystyle L} у {\displaystyle V} і зокрема справедливою є рівність:
{\displaystyle \dim(L)+\operatorname {codim} (L)=\dim(V).}
Якщо {\displaystyle M} і {\displaystyle N} — два підпростори y {\displaystyle V}, корозмірності яких є скінченними, то підпростори {\displaystyle M+N} і  {\displaystyle M\cup N} також мають скінченні корозмірності, і до того ж
{\displaystyle \operatorname {codim} (M+N)+\operatorname {codim} (M\cup N)=\operatorname {codim} (M)+\operatorname {codim} (N).}
Через корозмірності векторних просторів вводяться також корозмірності афінних просторів.
Корозмірністю підмноговида {\displaystyle N} в диференційовному многовиді {\displaystyle M} називається корозмірність дотичного підпростору {\displaystyle T_{x}^{N}} в дотичному просторі {\displaystyle T_{x}^{M}} в точці {\displaystyle x\in N.} Якщо {\displaystyle M} і {\displaystyle N} є скінченновимірними, то 
{\displaystyle \operatorname {codim} (N)=\dim(M)-\dim(N).}
Через цю формулу також визначається корозмірність алгебричного підмноговиду.
Для диференційовних многовидів корозмірність підмноговиду рівна розмірності нормального розшарування так як розмірність підмноговиду рівна розмірності дотичного розшарування.